# Dowlatabad
Dowlatābād (farsi دولت اباد) è una città dello shahrestān di Borkhar-e Meymeh, circoscrizione Borkhar (Borkhwar), nella Provincia di Esfahan.